# Viktor Glondys
Viktor Glondys (* 7. Dezember 1882 in Bielsko, Österreichisch-Schlesien; † 28. Oktober 1949 in Hermannstadt, Siebenbürgen) war ein deutscher evangelisch-lutherischer Theologe und Bischof der Evangelischen Landeskirche Augsburgischen Bekenntnisses in Rumänien.

## Leben
Glondys war der Sohn des katholischen Bäckermeisters Joseph Glondys (1834–1906) und seiner Frau Johanna, die insgesamt fünf Kinder großzogen. Sein Vater Joseph fühlte sich eher als Bürger des österreichisch-ungarischen Staatswesens denn als Angehöriger deutschen Volkstums. Er lebte in der Bielitz-Bialaer Sprachinsel. Von 1889 bis 1893 besuchte Glondys die deutsche Volksschule in Biala (Galizien) und von 1894 bis 1901 das humanistische Gymnasium in Bielitz (Schlesien). Danach studierte er in Graz Philosophie. Der römisch-katholischen Kirche entfremdete er sich mehr und mehr, stattdessen fand er Zugang zu Martin Luthers Rechtfertigungslehre und ihrer Bedeutung für den evangelischen Glauben. Aus diesem Grunde konvertierte er 1903 zur Evangelischen Kirche. Er studierte evangelisch-lutherische Theologie in Wien und Marburg (Lahn) und legte sein Examen in Wien ab. 1907 wurde er Vikar in Eisenau (Bukowina), wo er zur Unterstützung des Pfarrers von Jakobeny tätig wurde. 1909 wurde er Personalvikar in Czernowitz und 1911 dort zum Stadtpfarrer gewählt. Außerdem promovierte er 1917 in Graz zum Doktor der Philosophie und habilitierte sich 1919 an der Philosophischen Fakultät der Universität Czernowitz. 1922 wurde er Stadtpfarrer in Kronstadt, 1930 Bischofsvikar und im November 1932 Bischof der evangelischen Landeskirche Augsburgischen Bekenntnisses in Rumänien. 
Bereits 1931 hatte er sich in einer Predigt über das Gleichnis vom barmherzigen Samariter gegen die rassistische Verfremdung durch die Vertreter einer völkischen Theologie innerhalb seiner Kirche und des siebenbürgisch-sächsischen Volkstums ausgesprochen. Das universelle Liebesgebot Jesu gelte

„ebenso für Chinesen und Neger wie für Juden und Abendländer, ebenso zur Zeit Jesu wie heute und zu allen Zeiten.“

Während seiner Amtszeit hatte sich Glondys vielfacher Angriffe völkischer und antisemitischer Kräfte zu erwehren. Einer der fanatischsten Vertreter war der Pfarrer von Birk, Friedrich Benesch. 1936/1937 lief ein Amtsenthebungsverfahren gegen diesen Pfarrer durch das Konsistorium der evangelischen Kirche unter Bischof Viktor Glondys wegen Beneschs nationalsozialistischer politischer Aktivitäten. Benesch stellte 1939 einen Antrag auf Beitritt zur SS, woraufhin er bis zu seiner Rücknahme dieses Antrags als „SS-Bewerber“ geführt wurde. Später trat er aus der Evangelischen Kirche aus und zur Anthroposophie über. Er wurde Priester und Lehrer der Christengemeinschaft.
Vertreter der NS-Ideologie in der Kirche versetzten Glondys im Februar 1941 zwangsweise in den Ruhestand. Ungeachtet dessen setzte er seine theologische Arbeit in der Lutherakademie von Hermannstadt fort. Als sich jedoch die innenpolitische Lage in Rumänien durch das Aufbegehren antinazistischer Kräfte gegen das Antonescu-Regime dramatisch veränderte, kehrte er am 23. August 1944 in sein Bischofsamt zurück und ging 1945 in den Ruhestand, nahm aber in der Lutherakademie seine Vortragstätigkeit wieder auf. Glondys vertrat die Evangelische Kirche A.B. in Rumänien im Lutherischen Weltbund und im Gustav-Adolf-Werk. Er war Begründer und Leiter der Arbeitsgemeinschaft der deutsch-evangelischen Kirchen Südosteuropas und Mitglied des Senats der Luther-Akademie in Sondershausen.
Viktor Glondys war verheiratet mit der Hofratstochter Alice Mayer und hatte mit ihr den Sohn Kurt.

## Schriften
- Über Komponenten und Projektionen der Empfindung. Selbstverlag, Czernowitz 1919.
- Einführung in die Erkenntnistheorie. W. Braumüller, Wien 1923.
- Unser Weihnachtsglaube. Honterus-Buchdruckerei und Verlagsanstalt der evangelischen Landeskirche A. B. in Rumänien, Hermannstadt o. J.
- Zur Problematik des christlichen Gottesglaubens. Ein Versuch zur Überwindung intellektueller Glaubenshemmungen. Krafft & Drotleff, Hermannstadt 1929.
- Euckens „Wahrheitsgehalt der Religion“ und die gegenwärtige Krise der evangelischen Theologie. In: Die Tatwelt, Jg. 6 (1930), Heft 1, S. 11–16.
- Religionsverlust und Volksverfall. 1930.
- Das Problem des religiösen Determinismus. Honterus-Buchdruckerei und Verlagsanstalt der evangelischen Landeskirche A. B. in Rumänien, Hermannstadt [um 1930].
- Der Lehrgehalt des Augsburgischen Bekenntnisses. Honterus-Buchdruckerei und Verlagsanstalt der evangelischen Landeskirche A. B. in Rumänien, Hermannstadt [um 1930].
- Was verdanken die Siebenbürger Sachsen ihrer Kirche? [um 1931].
- Volksmissionarische Aufgaben unserer Kirche. Honterus-Buchdruckerei und Verlagsanstalt der evangelischen Landeskirche A. B. in Rumänien, Hermannstadt 1931.
- Auf ewigem Grunde. Krafft & Drotleff, Hermannstadt 1933.
- Antrittspredigt aus Anlaß seiner feierlichen Einführung am 29. Mai 1933. Honterus-Buchdruckerei und Verlagsanstalt der evangelischen Landeskirche A. B. in Rumänien, Hermannstadt 1933.
- Aufgaben des Weltprotestantismus. 2 Referate, gehalten auf der Tagung des Protestantischen Weltverbandes und des Internationalen Verbandes für Innere Mission und Diakonie in Podiebrady 1936. Hermannstadt 1936.
- Aufgaben unseres volkskirchlichen Aufbaues. Honterus-Buchdruckerei und Verlagsanstalt der evangelischen Landeskirche A. B. in Rumänien, Hermannstadt [um 1936].
- Eröffnungsansprache zur 36. Landeskirchenversammlung. In: Kirchliche Blätter, Hermannstadt, Jg. 1938, Nr. 27.
- Offenbarung und Weltanschauung (Reihe Protestantismus. Zeugnisse der Gegenwart). Evangelischer Bund, Berlin 1939.
- Der geschichtliche und der religiöse Anspruch der paulinischen Botschaft von Christi Tod und Auferstehung. Töpelmann, Berlin 1939.
- Tagebuch. Aufzeichnungen von 1933 bis 1949. Herausgegeben von Johann Böhm und Dieter Braeg, bearbeitet von Johann Böhm. Verlag des Arbeitskreises für Geschichte und Kultur der Deutschen Siedlungsgebiete im Südosten Europas (AGK-Verlag), Dinklage 1997, ISBN 3-928389-12-2.

## Ehrungen
Die Theologische Fakultät der Universität Breslau verlieh ihm 1930 die Ehrendoktorwürde.